# Pico da Neblina

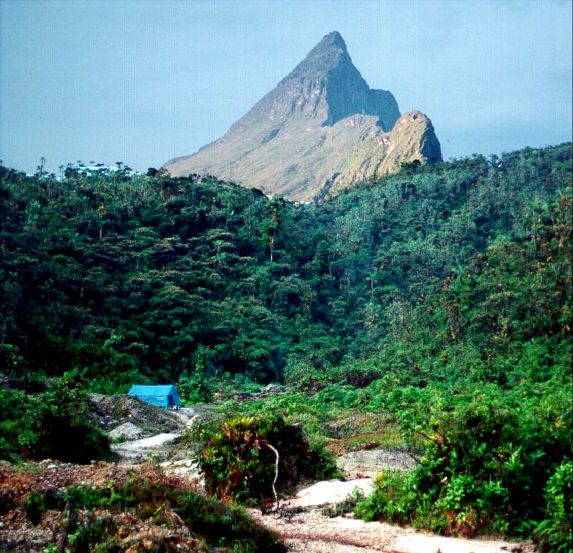
Pico da Neblina

El Pico de la Neblina, localitzat en el nord de l'Amazones, és el punt més alt de Brasil amb 2993,78 metres d'altitud (mesura revisada per satèl·lit/GPS per l'IBGE en 2004). Dona nom al Parc Nacional del Pico da Neblina, on està situat.